# Mândrie și prejudecată
Mândrie și prejudecată este unul dintre cele mai celebre romane scrise de autoarea britanică Jane Austen. Publicat la 28 ianuarie 1813, este al doilea roman al autoarei.
Într-un eseu publicat în 1954, Maugham l-a considerat unul dintre cele mai bune zece romane din lume.

## Rezumat
Romanul are ca temă principală orgoliul de clasă al domnului Darcy și prejudecata domnișoarei Elizabeth Bennet în confrontul acestuia. Acțiunea romanului se concentrează asupra evenimentelor ce au loc în interiorul familiei Bennet compusă din domnul și doamna Bennet și cele cinci fiice: Jane, Elizabeth, (pentru prieteni  Lizzy sau Eliza), Mary, Catherine, (numită și Kitty) și Lydia. În lipsa unui fiu care să moștenească proprietatea lor din Longbourn, Hertforshire, doamna Bennet dorește ca cel puțin una dintre fiicele sale să se căsătorească cât mai repede. Doamna Bennet este o femeie frivolă în timp ce domnul Bennet este un bărbat inteligent, sarcastic și imprevizibil. Ține mult la Jane, dar Lizzy, inteligentă și spirituală, este preferata lui. Când domnul Bingley, un burlac bogat închiriază o frumoasă moșie în vecinătate, doamna Bennet dorește ca fiicele ei să-i fie prezentate cât mai curând. Scopul său este căsătoria domnului Bingley cu una din fiicele sale și nu vrea să riște ca acesta să fie acaparat de vreo altă fată din vecini. Domnul Bennet chiar dacă pare reticent îl vizitează pe domnul Bingley , dar domnișoarele Bennet au ocazia să-l cunoască la balul dat de Sir Lucas, un vecin al familiei Bennet. Domnul Bingley are prilejul să le cunoască într-un final pe grațioasele domnișoare Bennet. Bingley este însoțit de cele două surori, Caroline și doamna Hurst, de soțul acesteia din urmă și de dragul său prieten domnul Darcy. Bingley e amabil, drăguț cu toți, atrage imediat simpatia tuturor și imediat se notează simpatia sa pentru Jane, cea mai mare din surorile Bennet. Din contră, Darcy rămâne deoparte, refuză să danseze cu domnișoare pe care nu le cunoaște sau să facă noi cunoștințe. Chiar dacă la început cei prezenți sunt impresionați, fiind mai frumos și mult mai bogat decât Bingley, din cauza acestui comportament el devine catalogat ca omul cel mai înfumurat și mândru de pe fața pământului și, cu toată bogăția lui, își atrage antipatia tuturor. În timpul balului Elizabeth este definită de el ca fiind acceptabilă, dar nu îndeajuns de frumoasă să-l tenteze. Elizabeth îl aude și chiar dacă se demonstrează ironică (aș putea foarte ușor să iert mândria lui, dacă n-ar fi călcat-o în picioare pe a mea), îi devine antipatic. 
Domnul Bingley în schimb dansează cu Jane toată seara.
Dimineața următoare Jane este invitată de domnișoara Bingley la Netherfield, pentru a lua ceaiul. Doamna Bennet văzând că vine ploaia, nu-i permite lui Jane să ia trăsura, așa că Jane pleacă călare. O prinde ploaia și se alege cu o  răceală serioasă așa că e nevoită să rămână la Netherfield pentru câteva zile, exact cum dorise doamna Bennet. Elizabeth merge s-o viziteze și este invitată să rămână pentru a avea grijă de sora sa. Darcy are ocazia să o cunoască mai bine și fără să vrea, rămâne fascinat de spontaneitatea și vivacitatea sa. Domnișoara Bingley, care vrea să-l cucerească pe Darcy, nu este mulțumită de situație și abia așteaptă ca cele două surori să se întoarcă la casa lor.   
După întoarcerea lor, familia din Longbourn primește vizita domnului Collins, verișorul fetelor și pastor anglican. William Collins este moștenitorul legal al domnului Bennet și speră să se căsătorească cu una din surori. Prin acest gest, vrea să răscumpere familia de pierderea moșiei la moartea domnului Bennet. O alege pe Jane ca viitoare soție, dar doamna Bennet îl informează că aceasta se va logodi în curând, așa că e rândul lui Elizabeth, a doua ca vârstă și frumusețe.
Surorile Bennet merg des în vizită la mătușa lor din Meryton. Aici ele au prilejul să-l cunoască pe fermecătorul domn Wickham, înrolat de curând în regimentul din Meryton. Felul său de a fi cordial și fascinant îl fac să-și câștige simpatia tuturor, mai ales a domnișoarelor din zonă. Lydia și Kitty în mod particular sunt fermecate de Wickham, dar de altfel lor le plac toți ofițerii. Lydia și Kitty își vizitează des mătușa pentru că acolo au prilejul să întâlnească și să flirteze cu ofițerii. Wickham pare să fie atras de Elizabeth și în timpul primei lor întâlniri îi destăinuie că-l cunoaște bine pe Darcy, deoarece au  copilărit împreună la Pemberley, Wickham fiind fiul intendentului. Se plânge de modul infam în care a fost tratat de Darcy, acesta refuzând să-i dea parohia lăsată moștenire de bătrânul domn Darcy. Elizabeth atrasă de Wickham și având antipatie pentru Darcy crede tot. Domnul Bingley organizează balul promis. Atracția lui pentru Jane este atât de evidentă încât cei prezenți la bal încep să vorbească de căsătorie. La bal Lizzy are surpriza să fie invitată la dans de Darcy și luată prin surprindere acceptă. 
Bingley comunică familiei Bennet că a doua zi este nevoit să plece câteva zile la Londra pentru afaceri. Doamna Bennet îl invită la prânz la întoarcere. După câteva zile surorile lui Bingley și domnul Darcy îl urmează la Londra. Pentru a explica plecarea lor neașteptată, Carolina Bingley îi trimite un bilet lui Jane unde-i explică că afacerile fratelui său sunt de așa natură că nu se pot rezolva în câteva zile, așa că-i mai bine să plece după el la Londra, unde vor rămâne toată iarna. Caroline cu perfidie îi scrie că în acest mod, Bingley va avea prilejul s-o revadă pe domnișoara Darcy, sora mai mică a lui Darcy de care Bingley e foarte legat. Elizabeth citind scrisoarea suspectează că reținând-o pe Jane nepotrivită pentru Bingley, surorile și prietenul acestuia au luat decizia să-l rețină la Londra ca s-o uite. Jane cu bunătatea ei nu vrea să dea crezare unei asemenea ipoteze, luând apărarea celor două, spunând că dacă Bingley ar fi cu adevărat îndrăgostit nu ar putea fi reținut de aceștia la Londra. Dar Elizabeth are puțină încredere în caracterul slab al tânărului și amândouă se întristează văzând că acesta nu se întoarce. Între timp domnul Collins, personaj ceremonios și insuportabil, continuă să-i facă curte lui Elizabeth și o cere de soție. Aceasta  refuză categoric, chiar dacă mama sa îi impune să accepte. Collins hotărât să se întoarcă acasă cu nevastă, până la urmă decide să se căsătorească  cu Charlotte Lucas, cea mai bună prietenă a Elizei. Charlotte are 27 de ani, nu este frumoasă  și acceptă imediat.
După plecarea lui Bingley, Jane este invitată la Londra de familia Gardiner,respectiv unchiul și mătușa sa. Ea acceptă, iar mai târziu și Elizabeth pleacă la Rosing, în Kent în vizită la familia Collins, la invitația Charlotei. Lady Catherine de Bourgh, protectoarea și vecina domnului Collins, este mătușa domnului Darcy. De Paști, Darcy vine să-și viziteze mătușa, însoțit de simpaticul său verișor, colonelul Fitzwilliam. Elizabeth se întâlnește întâmplător cu Darcy de căteva ori și într-un final în mod cu totul neașteptat, acesta o cere în căsătorie, nu fără să-i spună cât a luptat cu sentimentele lui din cauza diferenței de clasă dintre ei și a familiei. Darcy nu se îndoiește nici o clipă că cererea lui în căsătorie va fi acceptată. Elizabeth îl refuză categoric reproșându-i orgoliul și vanitatea, spunând că n-ar putea niciodată să se căsătorească cu cel care a provocat nefericirea surorii sale și ruina lui Wickham. A doua zi Darcy îi scrie o lungă scrisoare în care îi explică că a intervenit între Jane și Bingley pentru că Jane cu atitudinea sa rezervată, nu părea îndrăgostită de prietenul său Bingley, dar obstacolul esențial fiind comportamentul familiei ei. În privința lui Wickham, se pare că acesta este un trufator și un libertin și nu numai atât, a încercat s-o facă  pe domnișoara Darcy să fugă cu el datorită dotei acesteia de 30.000 de lire sterline. Elizabeth descoperă cu consternare că Jane ireproșabilă și plină de calități, a avut de suferit din cauza vulgarității mamei și surorilor. La lumina acestor revelații Elizabeth este nevoită să-și revizuiască sentimentele față de Darcy. La începutul verii, Elizabeth este invitată de către familia Gardyner într-o călătorie de plăcere în Derbyshire. În timpul călătoriei se află la un moment dat în vecinătate cu Pemberley, proprietatea domnului Darcy unde locuiește acesta. Convinsă că acesta este plecat, acceptă la insistențele mătușii să viziteze casa. În timpul vizitei însă îl întâlnește pe Darcy, care se întorsese mai devreme acasă. 
Darcy e surprins, iar Elizabeth foarte jenată. E uimită când vede că el e foarte schimbat, pare sociabil și gentil. Darcy încă îndrăgostit de Elizabeth, vrea să-i arate că se poate schimba. Pentru Elizabeth în schimb sentimentul de admirație se transformă în dragoste, chiar dacă-i este imposibil să-și arate sentimentele, odată ce-l respinsese. Darcy este interesat să-i cunoască pe domnul și doamna Gardiner, iar Elizabeth e fericită să-i prezinte rude inteligente și strălucitoare care nu au superficialitatea și frivolitatea mamei și surorilor sale. A doua zi Darcy i-o prezintă pe sora sa Georgiana, dorind ca cele două tinere să se împrietenească. Georgiana e o tânără timidă și grațioasă. Elizabeth are ocazia să-l întâlnească și pe Bingley. Din păcate primește o scrisoare de la Jane cu vești proaste: Lydia care era în vacanță la Brighton, oaspete al colonelului Forester și a soției sale, fără să se gândească la consecințe, a fugit cu Wickham la Londra. Pare că acesta nu are intenția s-o ia în căsătorie. Datorită șocului nu reușește să-i ascundă lui Darcy vestea. La gândul scandalului, înțelege că o a doua cerere în căsătorie a lui Darcy devine ceva imposibil, realizează că îl iubește. Împreună cu familia Gardiner pleacă în grabă la Longbourn. De aici unchiul pleacă la Londra și după câteva zile îi găsește pe cei doi. Situația scandaloasă  vine mușamalizată cu o căsătorie de conveniență. După un timp, Elizabeth află mai întâi de la Lydia, apoi de la doamna Gardiner că Darcy a fost cel care l-a făcut pe Wickham s-o ia în căsătorie pe Lydia. Mătușa îi povestește într-o scrisoare cum Darcy a plătit toate datoriile la joc ale lui Wickham și de asemenea l-a plătit pentru a o lua de soție pe Lydia. Bingley și Darcy se întorc la Netherfield cu pretextul stagiunii de vânătoare. Atențiile lui Bingley față de Jane reîncep, iar Elizabeth bănuiește că Darcy i-a mărturisit prietenului greșeala sa când l-a îndepărtat de Netherfield. Bingley o cere în căsătorie pe Jane care fericită acceptă. Elizabeth îndrăgostită de Darcy îl vede grav și taciturn, departe de acel Darcy de la Pemberley. Într-o seară sosește la Longbourn lady Catherine de Bourgh. Binefăcătoarea lui Collins dorește să știe dacă Elizabeth e logodită cu Darcy, și, aflând că nu, vrea ca aceasta să-i promită solemn că nu se va căsători niciodată cu el. Elizabeth refuză. Darcy pus la curent de mătușa lui de cele întâmplate și sigur că Elizabeth simte ceva pentru el, știind că aceasta cu caracterul ei sincer, dacă ar fi fost contrară căsătoriei nu ar fi ezitat să-i spună mătușii, reînnoiește cererea în căsătorie, iar Elizabeth fericită acceptă. Romanul se termină cu căsătoria domnului Bingley cu Jane și a domnului Darcy cu Elisabeth.

## Personaje
- Elizabeth Bennet: Lizzy pentru familia sa, este  protagonista feminină a romanului, tânără inteligentă și spirituală. A doua născută a familiei Bennet, este a doua ca frumusețe dintre cele cinci surori. Îi plac mult plimbările în aer liber. Începe să se îndoiască de judecata ei când descoperă cum s-a înșelat în privința lui Darcy și a lui Wickham. La început îl consideră pe domnul Darcy antipatic, orgolios, vanitos și arogant datorită prejudecăților. Se îndrăgostește de el spre sfârșitul romanului. Primește trei cereri în căsătorie: una de la domnul Collins și două de la domnul Darcy. La sfârșit se căsătorește cu domnul Darcy. Devine prietenă intimă cu Georgiana Darcy.
- Fitzwilliam Darcy: gentilom bogat de 27 de ani, cu o rentă de 10.000 de lire sterline pe an, proprietarul splendidului domeniu Pemberley în Derbyshire. Orgolios și taciturn este însă un prieten fidel și un om onest cu înalte principii morale. Se îndrăgostește aproape imediat de Elizabeth, împotriva voinței sale. Din dragoste pentru Elizabeth o găsește pe sora acesteia, Lydia și îl plătește pe Wickham pentru a o lua în căsătorie. În loc să fie descurajat de refuzul ei, ia în serios criticile ei și își schimbă comportamentul. La final se căsătorește cu ea. Este cel mai complex personaj masculin din toate romanele lui Jane Austen.
- Jane Bennet: domnișoara Bennet are 22 de ani, fiind cea mai mare dintre surorile Bennet. Este admirată pentru frumusețea ei și stimată pentru blândețe și bunătate. E singura fără prejudecăți și chiar dacă e frumoasă nu este deloc vanitoasă. Se îndrăgostește și se căsătorește cu domnul Bingley.
- Domnul Bennet: gentilom flegmatic și indolent, proprietarul micului domeniu Longbourn. Este afecționat în mod particular celei de-a doua fiice, Elizabeth. Are obiceiul de a se refugia în bibliotecă între cărțile sale, fugind astel de prostia soției și fiicelor mai mici.
- Doamna Bennet: mamă a cinci fete, scopul ei este de a-și mărita cât mai curând măcar una dintre ele. Vorbește prea mult și cel puțin jumătate din ceea ce spune le face să se rușineze pe cele două fiice mai mari.
- Domnul Bingley: gentilom înstărit cu o rentă anuală de 5.000 de lire sterline. Prieten cu Darcy are un caracter prietenos și plăcut ceea ce-l face simpatic tuturor. Se îndrăgostește de Jane aproape imediat, chiar dacă se lasă influențat de prietenul său și pleacă la Londra. La sfârșit se căsătorește cu Jane.
- Caroline Bingley: sora lui Charles Bingley.Snoabă, speră să se căsătorească cu Darcy. Disprețuitoare cu toți cei ce nu sînt de rangul ei, o invidiază pe Elizabeth pentru atențiile acordate de Darcy.
- Doamna Hurst: sora mai mare a domnului Bingley, căsătorită cu domnul Hurst.
- Domnul Hurst: insipid și superficial este interesat doar de mâncare, băutură și jocul de cărți.
- Lydia Bennet: mezina familiei și preferata doamnei Bennet. Frivolă, superficială și egoistă  este portretul mamei sale. Unica sa preocupare e ceea de a flirta cu tinerii regimentului cu speranța de a se căsători cât mai curând pentru a profita apoi de statutul de femeie măritată. Fuge cu Wickham și doar datorită domnului Darcy, acesta o ia în căsătorie.
- Catherine Bennet: cu doi ani mai mare decât Lydia, frivolă, superficială și ignorantă. Lipsită de personalitate, o copiază pe aceasta.
- Mary Bennet: a treia din surorile Bennet singura urâțică, dedică tot timpul său studiilor, cântă la pian, dar fără talent.
- Domnul Gardiner: fratele doamnei Bennet și doamnei Philips, cult, inteligent și distins îl surprinde plăcut pe Darcy. Ajută familia Bennet când Lydia fuge cu Wickham.
- Doamna Gardiner: soția domnului Gardiner, este afecționată de Jane și Elizabeth. Are patru copii. Este sensibibilă și educată.
- Domnul Collins: verișor îndepărtat al domnului Bennet, va eredita proprietatea acestuia la moartea sa. E un tânăr pastor anglican  neatrăgător, nu prea inteligent, dar pompos și pretențios.
- Charlotte Lucas: prietena lui Elizabeth, urâțică și fără avere, are 27 de ani și acceptă să-l ia de soț pe domnul Collins.
- Lady Catherine de Bourgh: mătușa aristocratică a lui Darcy, îngâmfată și autoritară. Are o fiică Anne, pe care dorește să o căsătorească cu Darcy.
- Anne de Bourgh: fiica lui lady Catherine, e o tânără insignificantă, palidă și slabă. Nu demonstrează nici un interes pentru Darcy.
- Colonelul Fitzwilliam: verișor cu Darcy, are cam 30 de ani. O place pe Elizabeth în timpul vizitei acesteia la Rossing.
- George Wickham: de origine modestă a copilărit cu Darcy, fiind foarte iubit de tatăl acestuia. Fermecător și educat, mare iubitor al jocurilor de noroc. Plin de datorii, fuge cu Lydia la Londra.
- Domnul William Lucas: vecin cu familia Bennet și tatăl lui Charlotte. Trăiește cu amintirea prezentării sale la curte cu mulți ani în urmă. Se impresionează ușor în fața persoanelor de rang înalt.
- Maria Lucas: sora Charlottei, o va acompania pe Elizabeth când o va vizita la Rossing.
- Doamna Philips: sora doamnei Bennet și a domnului Gardiner, seamănă la caracter cu doamna Bennet.
- Georgiana Darcy: sora domnului Darcy, are 16 ani, simplă și timidă, cântă foarte bine la pian.

## Publicarea  și recepția
Scris între octombrie 1796 și august 1797, romanul devine preferatul familiei Austen în cadrul lecturilor de seară. În data de 1 noiembrie 1797, George Austen, tatăl autoarei, îi trimite o scrisoare editorului londonez Thomas Cadell, descriindu-i conținutul romanului. Editorul nu este însă convins și refuză să-l publice. După acest refuz, trec 15 ani și romanul este citit des în timpul lecturilor de seară ale familiei Austen. În perioada 1811-1812 Jane Austen revizuiește manuscrisul și îi schimbă titlul din Primele impresii în Mândrie și prejudecată. În redenumirea romanului, Jane Austen, probabil, a avut în vedere „suferințele și opozițiile” rezumate în finalul romanului Cecilia de Fanny Burney's, intitulat „Mândrie și prejudecată”, unde fraza apare de trei ori cu majuscule. Oferă manuscrisul unui alt editor, Thomas Egerton, din Whitehall, pentru suma de £110 (Jane Austen ceruse de fapt £150). Este publicat în ianuarie 1813, în trei volume și costa 18 șilingi. La 27 ianuarie Jane Austen primește un exemplar. Romanul se bucură de succes și se vând 1500 de exemplare. În luna noiembrie este tipărită o a doua ediție, iar în 1817 o a treia.
Numele autorului a fost anonim până în 1853, când a fost republicat în Anglia. Charlotte Brontë, D. H. Lawrence și Mark Twain se numără printre cei care nu erau favorabili operelor publicate de Jane Austen. În 1870 nepotul autoarei, James Eduard Austen - Leigh publicând A Memoire of Jane Austen, trezește din nou interesul pentru operele acesteia. Secolul XX îi face dreptate, William Dean Howells, Henry James, Rudyard Kipling și alții admirându-i opera. Stilul vivace, ironia înțepătoare, forța de caracter, energia Elisabethei, se adresează și cititorilor contemporani.

## Influența
Tradus în 35 de limbi, studiile arată că e cel mai celebru roman a lui Jane Austen. Astăzi "Austen a devenit o industrie globală". După un studiu al asociației non profit Online Computer Library Center, romanul ocupă locul 32 în clasifica celor mai cerute cărți în bibliotecile din lumea întreagă. În afară de asta, Mândrie și prejudecată a fost sursă de inspirație pentru mulți autori.
Helen Fielding în romanul său Jurnalul lui Bridget Jones, se inspiră din romanul lui Austen și citează de mai multe ori serialul pentru televiziune din 1995 cu Colin Firth (actorul ales de Fielding pentru a-l interpreta pe Marc Darcy în filmul omonim).
Carrie Bebris scrie o urmare sub formă de roman polițist: Umbrele din Pemberley, Enigma din Mansfield Park.

## Adaptări

### Adaptări cinematografice și pentru televiziune
- 1940: Mândrie și prejudecată de Robert Z.Leonard, cu Laurence Olivier în rolul lui Darcy și Greer Garson în rolul lui Elizabeth.
- 1949: Mândrie și prejudecată, regizat de Fred Coe pentru NBC.
- 1952: Mândrie și prejudecată, serial produs de BBC, cu Peter Cushing în rolul lui Darcy.
- 1957: Orgoglio e pregiudizio, produs de RAI, regizat de Daniele D'Anza.
- 1958: serial produs de BBC, regizat de Barbara Burnham.
- 1967: serial produs de BBC, regizat de Joan Craft.
- 1980: serial regizat de Cyril Coke.
- 1995: serial cu Colin Firth în rolul lui Darcy și Jennifer Ehle în rolul lui Elizabeth.
- 2001: Jurnalul lui Bridget Jones conține unele elemente ale romanului lui Austen, iar personajul Mark Darcy, interpretat tot de Colin Firth, este numit așa ca un omagiu adus personajului originar.
- 2004: Căsătorii și prejudecăți,cu Aishwarya Rai și Martin Henderson.
- 2005: Mândrie și prejudecată cu Keira Knightley în rolul lui Elizabeth și Matthew Macfadyen în rolul lui Darcy
- 2008: Lost in Austen serial englez, unde eroina feminină se trezește catapultată în trecut, în realitatea cărții sale preferate.
- 2016: Mândrie + Prejudecată + Zombi

Adaptarea lui Wright nu a avut același impact cultural ca și serialul din 1995, iar de atunci a atras păreri împărțite.
În orice caz, chiar și după trei ani de la apariție, Kiera Knihtley a fost încă asociată cu Elizabeth Bennet printre generația tânără ce nu a văzut producția din 1995. Din pricina părerilor împărțite despre film, JASNA a publicat un număr editat special al jurnalului online: Persuasions On-Line în 2007, în colaborare cu nouăsprezece cărturari Austen din șase țări; intenția a fost de a porni discuții și de a stimula analize școlare. JASNA a mai făcut asta înainte, pentru filmul Emma din 1996.
În decembrie 2017, Netflix a anunțat că o persoană din Chile a vizionat filmul de 278 de ori pe parcursul anului. A fost raportat mai târziu că acea persoană era o femeie în vârstă de 51, care s-a auto-declarat obsedată de acest film și că o vede pe Elizabeth Bennet, protagonista ca fiind un model feminist.